# La Carapate
Pour plus de détails, voir Fiche technique et Distribution.
La Carapate est une comédie française réalisée par Gérard Oury et sortie en 1978.

## Synopsis
En mai 1968, Jean-Philippe Duroc, un avocat taxé de gauchisme, rend visite à Lyon à son client, Martial Gaulard, condamné à mort pour un meurtre qu'il n'a pas commis. À ce moment, une mutinerie éclate à la prison. Gaulard en profite et, subtilisant les habits de son avocat, parvient à s'échapper. La police est persuadée que Duroc a contribué à l'évasion et les deux hommes sont alors recherchés par toutes les polices de France.

## Fiche technique
- Réalisation : Gérard Oury, assisté de Marc Rivière
- Scénario : Gérard Oury, Danièle Thompson
- Dialogues : Danièle Thompson
- Musique : Philippe-Gérard ; arrangements de Jean Musy
  - Chanson du film : Because It's May par le groupe The Sunset Brothers
- Directeur de la photographie : Edmond Séchan
- Son : Alain Sempé
- Chef monteur : Albert Jurgenson
- Costumes : Tanine Autré
- Décors : Jean André
- Script-girl : Colette Crochot
- Réalisateur 2e équipe : Bernard Stora
- Régleur de Cascades : Rémy Julienne et son équipe, Claude Carliez et son équipe
- Créateur des Effets spéciaux : Christian Bourqui
- Générique et Effets visuels : Eurocitel
- Pays d'origine :  France
- Producteur Délégué : Alain Poiré
- Lieux de tournage : Paris, Viroflay, Auxerre, Lyon, Dijon, Versailles, Chiroubles. Pour des raisons de logistiques, certaines scènes ont été tournées à Dreux
- Format : Couleur par Eastmancolor — Monophonique — 35 mm
- Genre : Comédie
- Durée : 105 minutes
- Date de sortie : France : 11 octobre 1978

## Distribution
- Pierre Richard : Maître Jean-Philippe Duroc, avocat gauchiste de Martial Gaulard
- Victor Lanoux : Martial Gaulard, l'accusé, fasciste et anti-soixante-huitard
- Raymond Bussières : Marcel Duroc, vieux père de Jean-Philippe
- Jean-Pierre Darras : Jacques Panivaux, le bourgeois fraudeur
- Yvonne Gaudeau : Gisèle Panivaux, la bourgeoise fraudeuse
- Jacques Frantz : Rocheteau, inspecteur de Police
- Claire Richard : Blanche Hirondelle « Bach Yen », la fiancée vietnamienne de Gaulard
- Blanche Ravalec : Marguerite, la jeune fermière
- Claude Brosset : Gustave, le mari cocu de Marguerite
- Bernard Granger : Jeannot, l'amant de Marguerite
- Éric Desmaretz : le juge d'instruction
- Katia Tchenko : la prostituée
- Bruno Balp : Gaston Buteau
- Janine Souchon : Josette Buteau
- Christian Bouillette : Dupuis
- Alain Doutey : un inspecteur
- Robert Dalban : le patron du bistrot
- Henri Poirier : le brigadier CRS qui recueille Pierre Richard
- Christian Brincourt : lui-même
- N'Guyen Thi Dung : Mme Yang, patronne de la fiancée de Gaulard
- Vincent Liégeois : un enfant
- Arnaud Liégeois : un enfant
- Éric Broneer : un enfant
- Georges Broneer : un enfant
- Henri Attal : le détenu qui libère Martial Gaulard
- Adrien Cayla-Legrand : Charles de Gaulle
- Philippe Chauveau : un gendarme
- Janine Darcey: la préposée PTT
- Patrick Floersheim : un détenu
- Anne-Marie Jabraud : la voyageuse dans le train qui parle aux bourgeois
- Lucienne Legrand : la cliente de la banque
- Claude Legros : le pompiste
- Daniel Milgram : un brigadier
- Roger Muni : le caissier banque
- Régis Porte : un manifestant
- Roger Riffart : un automobiliste
- Gilbert Servien : un brigadier
- Jacques Verlier
- Adrienne Servantie
- Sophie Sam
- Patrice Melennec : un CRS
- Luc Florian : un CRS
- Marc Ariche
- Michel Carnoy
- Jean-François Daniel
- Gérard Giacchino
- Lucien Privat
- Bernard Spiegel
- Jean-Pierre Farkas : voix radio
- Andrée (Valérie) Wattelet : voyageuse en ciré vert sur le quai de la gare.

### Non-crédités
- Jean-Paul Coquelin : un brigadier
- Clément Michu : un gendarme
- Michel Julienne : un cascadeur
- Jean Ragnotti : un cascadeur

## Genèse
Gérard Oury devait à l'origine tourner le film Le Crocodile avec Louis de Funès dans le premier rôle mais, à la suite des deux infarctus successifs de l'acteur les 21 et 30 mars 1975, le projet est abandonné, alors qu'Oury avait travaillé dessus pendant deux ans.
Le réalisateur se lance ensuite dans la réalisation d'un film avec Lino Ventura (les deux étaient très amis mais n'ont jamais eu l'occasion de tourner ensemble) dans lequel il incarnera un chef d'orchestre français qui se « trouve embarqué dans une dramatique aventure » et qui devra  s'associer avec un policier américain. Le policier américain serait joué par un acteur bankable de l'époque (Gérard Oury a notamment proposé le rôle à Al Pacino et Sylvester Stallone) et le film, intitulé L'Entourloupe, aurait dû être une coproduction franco-américaine. Mais le projet, tout comme celui du Crocodile n'aboutit à rien.
À la suite de l'échec de ces deux projets, Gérard Oury se consacre à l'écriture d'une pièce, Arrête ton cinéma, qui sera un échec critique et public en 1977 puis finit par se remettre au cinéma en se lançant dans le projet d'une comédie traitant des événements de mai 1968, les 10 ans de l'évènement se rapprochant.
Gérard Oury prévoit au départ Patrick Dewaere dans le rôle du condamné à mort. Mais Dewaere est déçu par le scénario et ne se voit pas tourner ce genre de film. Selon lui, la période de mai 1968 est trop traitée sous forme de gags, un élément de comique qu'il qualifie de « cinéma de papa ». Le réalisateur et le producteur Alain Poiré de la Gaumont s'opposent à la décision de l'acteur puis son agent Serge Rousseau parvient à négocier une sortie à l'amiable, amenant Dewaere à verser un dédommagement. Le personnage de l'évadé est ensuite distribué à Victor Lanoux. L'épisode affecte la notoriété de Dewaere qui commence à avoir une réputation de « casse-pieds ».

## Clin d'œil
Le film comporte quelques éléments du Corniaud :
- Lorsque Duroc klaxonne après Gaulard avec le camion, le klaxon se bloque et sonne jusqu'à ce que l'avocat parvienne à l'arrêter.
- Le couple de bourgeois cache toute sa fortune en lingots sous sa Rolls Royce, ce qui n'est pas sans rappeler la Cadillac truffée de marchandises volées ou illicites.

Le film fait également un clin d’œil  à Harpo Marx, un des Marx Brothers. Martial Gaulard affuble Jean-Philippe Duroc des habits trouvés sur un épouvantail. Il commente : « C'est marrant, tu me rappelles quelqu'un, je ne sais pas qui, dis donc. » L'avocat imite alors le célèbre acteur américain.

## Production

### Choix des interprètes
Le rôle de Victor Lanoux était initialement prévu pour Patrick Dewaere, qui refusa le rôle, ne se sentant pas à l'aise dans la comédie. Quelques années après le duo d'humoristes de leurs débuts, c'est l'occasion pour lui et Pierre Richard de tourner à nouveau un film ensemble, cinq ans après Je sais rien, mais je dirai tout, réalisé également par ce dernier (et dans lequel Lanoux apparaît brièvement comme ouvrier peintre s'efforçant vainement d'apprendre à Pierre Richard les rudiments de la tâche à accomplir).

## Autour du film
- Le titre initial était : « Y a pas de mai ! »
- Première collaboration entre Gérard Oury et Pierre Richard, deux ans avant Le Coup du parapluie.
- C'est un des rares films de l'époque avec Pierre Richard dont la musique n'est pas composée par Vladimir Cosma.
- Pierre Richard avait déjà vaguement évoqué la période de Mai 68 dans son film précédent, Je suis timide mais je me soigne.
- Parmi les rôles secondaires figurent de futurs spécialistes du doublage comme Jacques Frantz (voix de Robert De Niro et Mel Gibson), Blanche Ravalec (voix de Frances Fisher et Marcia Cross), Claude Brosset (voix de Robert Duvall) ou encore Patrick Floersheim (voix de Michael Douglas et Robin Williams).
- Le 13 mars 1977, Albert Spaggiari, cerveau auto-proclamé du "gang des égoutiers" (Le casse de Nice, les 16, 17 et 18 juillet 1976), s'évade du Palais de Justice de Nice, en sautant par la fenêtre du bureau du Juge d'instruction, sur le toit d'une voiture en stationnement et s'enfuit à moto avec un complice. Une scène semblable clôt le film, tourné à la même époque. Qui a inspiré qui ? La quasi-simultanéité du tournage et de l'évasion réelle conforte Oscar Wilde : "La vie imite l'art bien plus que l'art n'imite la vie".
- La Rolls-Royce du couple Paniveaux n'en est pas une : bien qu'affublée de la calandre emblématique de la marque ainsi que du Spirit of Ectasy, le capot latéral séparé en deux parties est caractéristique de la Bentley R Type, qui partage une base de conception commune avec la Rolls-Royce Silver Wraith, modèle représenté dans le film.

### Erreurs

#### Contradiction
- Duroc fils, Duroc père et Martial Gaulard abandonnent à Auxerre leur Rolls volée, parce que son réservoir ne contient presque plus d'essence. Or une grève des cheminots les empêche de gagner Paris en train. Le lendemain, alors qu'ils n'ont eu aucun moyen de faire le plein, les trois hommes repartent dans la Rolls et roulent jusqu'à Paris sans tomber en panne d'essence.

#### Anachronismes
Alors que le film se passe en mai 1968, plusieurs anachronismes avec des véhicules y apparaissant peuvent être remarqués :
- Le modèle Fiat 125S n'est sorti au Salon de Turin qu'à l'automne 1968.
- La moto que vole Martial Gaulard à la fin du film est une Yamaha 500 SR, sortie en 1978 ; à côté se trouve une autre Yamaha, la 500 XT, sortie elle en 1976.
- Le modèle de tracteur Massey Ferguson dans la cour de la ferme n'est sorti que vers 1976.
- La locomotive diesel BB 67306, de la famille des BB 67300, arrivant en gare d'Auxerre-Saint-Gervais était bien sortie en 1968. Mais son aspect général dans le film est celui après sa grande révision générale intervenue bien après 1968. Autre anachronisme, ce train qui entre en gare d'Auxerre aurait dû être numéroté 5017 lors de l'annonce au haut-parleur au lieu de 1017 puisque le chiffre 1 correspond à l'ancienne région Est de la SNCF et le 5 à la région Sud-Est.
- Les engins de la Gendarmerie nationale sont de couleur bleu vif seulement après 1974 (et ne sont plus en noir depuis les années 50)[8], dont l'hélicoptère Alouette 2 lors de la scène avec le camion.
- Dans une scène se déroulant avenue Foch, on aperçoit une Renault 5, voiture sortie en 1972.

#### Faux raccords
- Lors de l'accident à la station service, on peut apercevoir des rampes pour que le véhicule qui percute la caravane puisse rentrer dans cette dernière. Sur le plan qui suit, elles ont disparu.
- Lorsque Martial Gaulard rentre de manière impromptue dans l'appartement des cousins de son avocat, Jean-Philippe Duroc, après avoir retrouvé le père de ce dernier sur le palier, la cousine Josette reçoit une assiette de soupe sur son visage et ses vêtements. Quelques plans après, les traces de soupe ont disparu.
- À la fin du film, lorsque Martial Gaulard entre dans le bureau du juge pour innocenter son avocat, celui-ci a le bas de la cravate tachée d'encre noire. Lors du plan suivant, sa cravate est redevenue propre, puis dans le plan d'après, il trempe par mégarde sa cravate dans un encrier.

## Sortie
Le film est sorti dix ans après les événements de mai 1968.